# Przemysław Miarczyński
Przemysław Miarczyński (Sopot, 26 de agosto de 1979) é um velejador polaco, medalhista olímpico.

## Carreira
Przemysław Miarczyński representou seu país nos Jogos Olímpicos de Verão de 2000 a 2012, na qual conquistou medalha de bronze na classe RS:X em 2012. 